# Novojopiorski
Novojopiorski (ruso: Новохопёрский) es un asentamiento de tipo urbano de Rusia, constituido administrativamente como una pedanía de la ciudad de Novojopiorsk, en el raión de Novojopiorsk de la óblast de Vorónezh.
En 2021, el asentamiento tenía una población de 7809 habitantes. Es la localidad más poblada del raión, superando en población a su propia capital municipal. El asentamiento de Novojopiorski forma una conurbación con la ciudad de Novojopiorsk, ubicándose el primero en la parte occidental de la conurbación y la segunda en la parte oriental. El río Savalá fluye al oeste de Novojopiorski.

## Historia
Aunque ya existía una localidad rural aquí a mediados del siglo XIX, el actual Novojopiorski fue fundado en 1895 como el poblado ferroviario de Novojopiorsk, al abrirse a 4 km de la ciudad una estación ferroviaria en la línea de Liski a Povórino. La Unión Soviética le dio el estatus de asentamiento de tipo urbano en 1928. Hasta 2011 tuvo ayuntamiento propio, con gobierno local separado del de Novojopiorsk.